# 공포의 보수
《공포의 보수》(恐佈의 報酬, 프랑스어: Le Salaire de la Peur)는 앙리조르주 클루조 감독, 이브 몽탕 주연의 1952년 프랑스 스릴러 영화이다. 흑백 영화로 제작되었으며, 원작은 조르조 아르노의 동명 소설이다. 1953 칸 영화제 황금종려상, 1953 베를린 영화제 황금곰상 수상작이다.

## 줄거리
남미 어딘가의 석유갱(石油坑)에 화재가 일어나 니트로 글리세린으로 폭파하여야만 불을 끌 수 있게 되었다. 미국 대자본의 석유 회사는 소방 결사대 대원을 모집한다. 마리오(이브 몽탕)외에 세 사람의 건달이 응모하여 2대의 트럭으로 화재 현장으로 향한다. 도중에서 트럭 한 대는 폭발하여 두 사람이 죽고, 마리오의 한패도 사고로 죽어 마리오 혼자서 현장에 도착한다. 두 사람 몫의 보수를 받아들고 크게 기뻐하던 그는 돌아가던 길에서 실수하여 골짜기 밑으로 굴러떨어져 죽게 된다.

## 출연
- 이브 몽탕 - 마리오
- 샤를 바넬 - 조
- 폴코 룰리 - 루이지
- 피터 밴아이크 - 빔바
- 베라 클루조 - 린다
- 윌리엄 터브스 - 빌 오브라이언
- 다리오 모레노 - 에르난데스
- 조 데스트 - 스메를로프
- 루이스 데리마 - 베르나르도
- 안토니오 첸타 - 캠프 치프
- 다를링 레지티뮈 - 로자

## 기타
- 미술: 르네 르누

## 평가
생명을 건 폭약 운반이라는 공포의 보수는 큰 돈이 아니라 죽음이었다는 풍자이다. 마리오를 기다리는 여자의 희망도 파탄이 나고, 미국 사람도 아닌 4명의 남자의 목숨과 연인이었던 여성의 희망을 희생으로 하여 석유회사는 큰 화재를 끔으로써 재난을 면한다. 미국 대자본의 이익추구주의에 대해 크루조가 항의를 한다. 공포와 긴박감의 서스펜스가 고조되며, 크루조의 최고 걸작으로 평가된다.